# Paulina Lebl-Albala
Paulina Lebl-Albala (9 de agosto de 1891 – 8 de octubre de 1967) fue una feminista serbia, traductora, crítica literaria, teórica de la literatura, y profesora de literatura en Belgrado. Fue co-fundadora de la Udruženje univerzitetski obrazovanih žena (UUOZ; Asociación de Mujeres Universitarias; 1927), también sirvió como su presidenta. Era la abuela de la Dama Rosie Stephenson-Goodknight.

## Primeros años
Paulina Lebl (a veces escrito Lebel) nació en Belgrado, Serbia y era la hija menor de la familia de Simon Lébl, un ingeniero que trabajaba para la compañía francesa que construyó el ferrocarril en Serbia, y de su esposa Natalija Berger; tenía tres hermanas: Hermina, Jelena, y Ruža. Creció en la comunidad asquenazí de la ciudad. Culminó su educación primaria y media en Niš, con tercer y cuarto año en el Liceo para Señoritas (1904–06). Entre 1906 y 1909,  estudió en el Primer Gymnasium para Mujeres, estudiando con Jovan Skerlić, Pavle Popović (1868 – 1939) y Bogdan Popović en la Facultad de Filosofía, donde participó en el club literario "Nada".

## Carrera
Sus traducciones publicadas de Glanz y Allegro furiozo de Ida Chico-Ed aparecieron en el diario serbio Politika en 1906 y 1907 y fueron las era las primeras traducciones de las obras de la escritora alemana. El Prosvetni pregled (Revista de Educación) en su primer número, presentó "Acerca de la lectura" en 1909, por el cual obtuvo un premio. En el mismo año, comenzó a estudiar arquitectura en Belgrado, abandonando la carrera luego de un semestre en la misma. Entre 1909 y 1913, estudió literatura serbia y francesa en la Facultad de Filología de la Universidad de Belgrado. En 1909 y en 1912–14, publicó traducciones de Johann Wolfgang von Goethe, Ludwig Thoma, Paul-Louis Hervier, Maurice Barrès, Heinrich Heine, Gustave Flaubert, y Oscar Wilde; durante el mismo período, publicó los trabajos originales de Victor Hugo, así como reseñas literarias y de teatro. Al final de 1913, Lebl-Albala empezó a enseñar en el Primer Gymnasium para Mujeres.
Entre 1914 y 1918, Lebl-Albala publicó en las revistas Odjek ("Respuesta") de la ciudad de Niš, Književni jarra ("Sur Literario") de Zagreb, y Moderna žena ("Mujeres Modernas") de Zagreb;  vivió en Suiza entre 1917 y 1918. Lebl-Albala regresó de vuelta a Belgrado en 1918 y residió allí hasta 1939. Fue profesora del Segundo Gymnasium para Mujeres de la ciudad en 1920. Se casó con David Albala, médico, dirigente sionista y presidente de la comunidad sefardí de Belgrado; se casaron el 14 de marzo de ese año en la Sinagoga Sefardí de la ciudad. Tuvieron una hija, Jelena Albala-Gojić, en 1925. Lebl-Albala se hizo miembro del Drustvo za prosvećivanje žene i zaštitu njenih prava ("Sociedad para la ilustración y la protección de las mujeres y sus derechos") en 1925, y también fue activa en movimientos sionistas juveniles. También se afilió a la Asociación de Profesores y al PEN Club. Fue la primera presidenta del de la UUOZ, y sirvió en ese rol durante ocho años.
Una teorista de la literatura desde 1919 hasta 1939, Lebl-Albala escribió ensayos, discusiones literarias, críticas, reseñas, historias, artículos de viaje sobre mujeres y jóvenes, traducciones y otras contribuciones que fueron publicadas en diarios y revistas; algunas de estas publicaciones son Revue Yougoslave, Misao, Ženski pokret, Prosvetni glasnik, SKG, Prilozi, LMS, Strani pregled, Politika, Javnost, Književni jug, Glasnik jugoslovenskog ženskog saveza, Beogradske opštinske novine, Južni pregled, Krug, Naša stvarnost, Život i rad, Žena danas, y Vidici. Escribió discusiones y reseñas de los trabajos de Dositej Obradović, Njegoš, Ljubomir Nenadović, Jovan Skerlić, Borisav Stanković, Branislav Nušić, Bogdan Popović, Jovan Sterija Popović, Jovan Dučić, Stanislav Vinaver, así como de Heine, Victor Hugo, Herman Hesse, A. Smedlej, y Germaine de Staël. Sus trabajos aparecieron en un número de publicaciones, incluyendo Odabrane strane de Ljubomir Nenadović (1926), Misli de Božidar Knežević (1931), el Boletín de la Asociación de Mujeres Universitarias (1931-1935), L'Oeuvre litteraire des femmes yougoslaves (1936), en la cual escribió el prefacio e introducción de capítulos individuales, así como Monahinja Jefimija (1936). En 1937, pasó a ser la editora  del Glasnik Jugoslovenskog ženskog saveza ("Boletín de la Asociación de Mujeres Yugoslavas").
En 1940, se mudó a Washington D. C., uniéndose a su marido en la Embajada Yugoslava. Escribió para el Yugoslav News Bulletin (Centro de Información Yugoslava, Nueva York, 1942) y en diarios de Pittsburgh (1941, 1944–45). Después de la muerte de su marido en 1942, Lebl-Albala y su hija se residenciaron en Nueva York. Lebl-Albala regresó a Belgrado en 1945, y fue mencionada en la edición de 1947 del Columbia Dictionary of Modern European Literature, en la sección de escritores serbios. Trabajó como traductora para Metro-Goldwyn-Mayer y Columbia Pictures durante este tiempo. En 1947,  hizo aliá con el primer grupo de emigrantes yugoslavos a Israel. Luego de esto, visitó Roma (1951–53) y Windsor, Ontario, Canadá (1955), antes de emigrar a los EE. UU., donde  vivió con su hija en Los Ángeles, California. Murió allí en 1967. Aparece mencionada en Enciclopedia Hebrea, Jewish Almanac, y el Boletín de la Asociación de Judíos Yugoslavos en los Estados Unidos. 
El libro publicado en 2005, Tako je nekad bilo ("Así fue una vez") es una recopilación de las memorias de Lebl-Albala.

## Obras seleccionadas
- 1930, Razvoj universitetskog obrazovanja naših žena
- 1923; 1930, Teorija književnosti i analiza pismenih sastava za srednje i stručne škole (con Katarina Bogdanović)
- 1932, Gertruda
- 1939, Deset godina rada Udruženja univerzitetski obrazovanih žena u Jugoslaviji: 1928-1938
- 1943, Yugoslav women fight for freedom
- 1943, Dr. Albala as a Jewish National Worker[13]
- 1951, Izabrana proza
- 2005, Tako je nekad bilo (publicación póstuma)